# Sebastià Gomila i Llupià
Sebastià Gomila i Llupià (Barcelona, 21 de desembre de 1861 – Barcelona, 1934) és un dramaturg i periodista català. Va ser el director de l'Editorial Seguí i del diari matutí El Liberal. També va ser el fundador de El Ibérico, Las Carolinas i del setmanari Barcelona Alegre. Tingué una carrera literària molt prolífera en castellà amb obres com La huelga (1901) o Niebla (1930), encara que també s'hi troben obres en català com la comèdia Els vençuts (1903).

## Obres destacades
- Càstig de Déu (1879)
- Mas allá de lo digno (1890)
- Anarquías (1897)
- Novelitas vulgares (1900)
- La huelga (1901)
- Els vençuts (1903)
- Alma social (1905)
- El escándalo europeo (1915)
- Casadora(1916)
- Los herederos de la gran tragedia (1917)
- Niebla (1930)